# Оријер
Оријер (фр. Aurières) насеље је и општина у централној Француској у региону Оверња, у департману Пиј де Дом која припада префектури Клермон Феран.
По подацима из 2011. године у општини је живело 336 становника, а густина насељености је износила 30,3 становника/km². Општина се простире на површини од 11,09 km². Налази се на средњој надморској висини од 1004 метара (максималној 1.074 m, а минималној 878 m).

## Демографија
| 1962. | 1968. | 1975. | 1982. | 1990. | 1999. | 2011. |
| ----- | ----- | ----- | ----- | ----- | ----- | ----- |
| 263   | 264   | 249   | 237   | 201   | 208   | 336   |

График промене броја становника у току последњих година